# Mauricio Alfaro
Mauricio Alberto Alfaro Valladares (Zacatecoluca, 13 de fevereiro de 1956) é um ex-futebolista profissional e treinador salvadorenho, que atuava como meia.

## Carreira
Mauricio Alfaro fez parte do elenco da histórica Seleção Salvadorenha de Futebol das Copas do Mundo de 1982. 